# Mazan-l'Abbaye
Mazan-l'Abbaye är en kommun i departementet Ardèche i regionen Auvergne-Rhône-Alpes i sydöstra Frankrike. Kommunen ligger  i kantonen Montpezat-sous-Bauzon som ligger i arrondissementet Largentière. År 2022 hade Mazan-l'Abbaye 124 invånare.

## Befolkningsutveckling
Antalet invånare i kommunen Mazan-l'Abbaye
Referens: INSEE

## Galleri

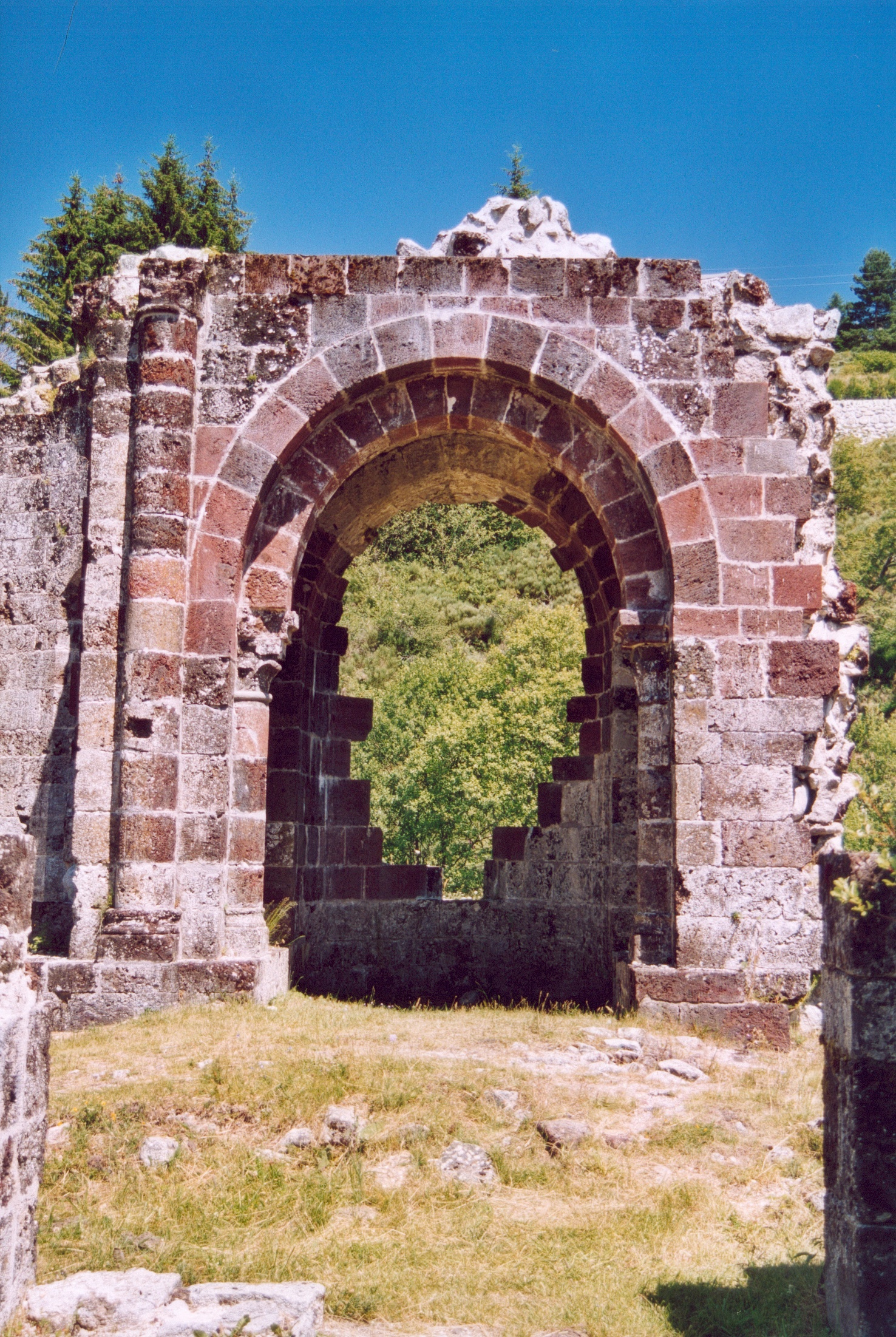
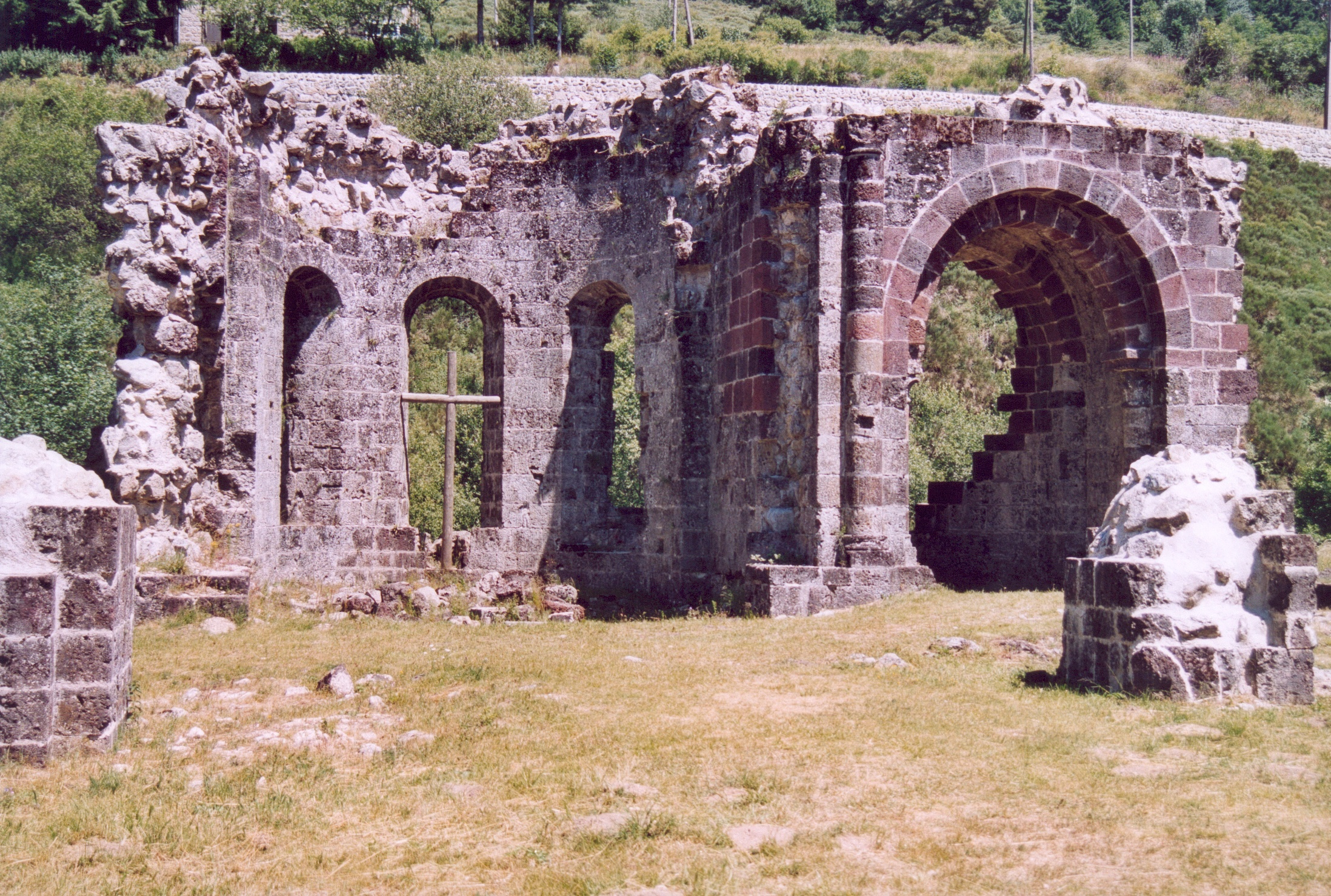